# Artibeus toltecus
Artibeus toltecus је врста слепог миша из породице Phyllostomidae.

## Распрострањење
Ареал врсте покрива средњи број држава.
Врста је присутна у Мексику, Панами, Колумбији, Никарагви, Костарици, Гватемали, Хондурасу, Салвадору и Белизеу.

## Станиште
Станиште врсте су шуме.

## Угроженост
Ова врста је наведена као последња брига, јер има широко распрострањење и честа је врста.